# Gamma Piscium
Désignations
Gamma Piscium (γ Piscium / γ Psc) est une étoile située à environ 138 années-lumière de la Terre, dans la constellation des Poissons. C'est une étoile jaune de type spectral G9III, signifiant qu'elle a une température de surface comprise entre 5000 et 6 000 °C et que c'est une géante normale. Elle est légèrement plus froide que le Soleil, bien que son rayon soit 11 fois plus grand que celui du Soleil et qu'elle brille comme 61 Soleils. Avec une magnitude apparente de 3,69, c'est la deuxième étoile la plus brillante de la constellation des Poissons, entre Eta et Alpha. Ancienne étoile blanche de type A2, elle est âgée de 1,4 milliard d'années.
Gamma Piscium se déplace dans le ciel à un mouvement propre de trois quarts de seconde d'arc par an, ce qui, à 130 années-lumière correspond à une vitesse de 145 kilomètres par seconde. Ceci suggère que c'est une visiteuse venant d'une autre partie de la Voie lactée ; à une échelle astronomique, elle quittera rapidement le voisinage du Soleil. Sa métallicité est seulement un quart de celle du Soleil et les visiteuses venant de l'extérieur du disque mince qui constitue la Voie lactée tendent à être déficientes en métaux. Elle est aussi déficiente en carbone et en azote. Gamma Piscium fait partie d'un astérisme appelé l'anneau des Poissons.